# 横浜神奈交バス
株式会社横浜神奈交バス（よこはまかなこうバス）は、神奈川県横浜市戸塚区に本社を置き、乗合バス事業を行っていた日本のバス事業者である。神奈川中央交通から分社化された地域子会社である神奈交バスのひとつ。
車体色のコーポレートカラーは濃青（ネイビーブルー）、自社車両に表記される営業所記号は「YK」であった。
2000年に設立。神奈中バス舞岡営業所の不採算路線の移管を受けて営業を行うほか、神奈川中央交通本体の路線の運行管理受託も引き受けており、後者が事業の主流となっていた。また湘南神奈交バスから移管を受け、夜行高速バスの運行も担当した。
2017年1月1日、神奈中グループの営業所再編に伴い、神奈川中央交通に吸収合併された。

## 本社・営業所
- 本社・舞岡営業所

神奈川県横浜市戸塚区舞岡町3511（神奈川中央交通舞岡営業所）
- 中山営業所

神奈川県横浜市旭区白根町967-2（神奈川中央交通中山営業所の管理を受託）

## 沿革
- 2000年（平成12年）
  - 6月14日 - 横浜神奈交バスを設立。
  - 10月18日 - 横浜神奈交バス舞岡営業所を開設。神奈川中央交通舞岡営業所の一部系統の運行管理を受託。東04・戸34系統が神奈川中央交通から移管される。同営業所で自社直轄運行の路線バスの運行も開始。
- 2002年（平成14年）
  - 月日不明 - 東22・東23系統を神奈川中央交通から移管される。
  - 9月17日 - 港70系統の実験運行を開始。
  - 11月1日 - 港70系統の午前便を逆周りに変更。
  - 12月17日 - 港70系統の実験運行を終了。
- 2003年（平成15年）
  - 7月18日 - 空港連絡バスの運行を開始。
  - 10月20日 - 東22・戸34系統を廃止。
- 2004年（平成16年）12月1日 - 空港連絡バスの一部を戸塚駅まで延伸。
- 2008年（平成20年）
  - 4月16日 - 神奈川中央交通大和営業所中山操車所の全体管理を受託。横浜神奈交バス中山営業所を開設。同営業所では自社直轄運行の路線はない。
  - 6月16日 - 湘南神奈交バスから夜行高速バス全線を移管される（神奈川中央交通横浜営業所からの移管路線の再移管）。
  - 9月30日 - 共同運行先の奈良交通の路線統合・再編により、夜行高速バス奈良・五位堂線を廃止。
  - 11月3日 - 管内全路線（高速バス及び羽田空港線を除く）にてPASMO運用開始。
- 2009年（平成21年）5月31日 - この日の運行分をもって、夜行高速バス大阪線・京都線から撤退。
- 2011年（平成23年）10月16日 - 神奈川中央交通舞岡営業所を全面委託される。
- 2015年（平成27年）
  - 1月12日 - 神奈川中央交通大和営業所中山操車所の移転に伴い、横浜神奈交バス中山営業所も移転。
  - 4月1日 - 空港連絡バスの大部分を東戸塚駅・上永谷駅経由に変更。
- 2017年（平成29年）1月1日 - 神奈川中央交通グループの乗合バス事業再編に伴い、横浜神奈交バスは消滅した[1]。

## 所管路線
舞岡営業所の路線は神奈川中央交通舞岡営業所を、中山営業所の路線は神奈川中央交通中山営業所を参照。

### 空港連絡バス
- 戸塚羽田線：戸塚駅 - 港南台駅 - 羽田空港（横浜京急バスと共同運行）
- 東戸塚羽田線：港南台駅 - 上永谷駅 - 東戸塚駅 - 羽田空港（横浜京急バスと共同運行）

横浜神奈交バスとして運行を開始した空港リムジン路線。2003年7月18日より運行開始、京浜急行電鉄との共同運行で運行開始。当初は港南台駅 - 羽田空港のみであった。
2004年12月1日、一部便が戸塚駅東口まで延長された。横浜神奈交バスは羽田空港方向のみ担当し、戸塚駅方向は担当しない。
2015年4月1日、上永谷駅・東戸塚駅東口経由便を設定。早朝の戸塚駅発・港南台駅発、夜間の戸塚駅行を除き、大部分が上永谷駅・東戸塚駅経由になった。

## 廃止系統

### 東22系統
- 東戸塚駅東口 - 天王山橋 - さかえ橋 - 第二工業団地 - 上矢部高校 - 白百合台団地 - 弥生台駅
2002年に神奈中から移管された自社路線。2003年10月20日廃止。

### 戸34系統
- 戸塚駅東口 - 不動坂 - 品濃町 - 東戸塚駅東口 - 川上団地
2000年10月18日に神奈中から移管された路線。戸37系統とは異なり、秋葉を回らず国道1号線を真っ直ぐ走行して東戸塚駅に入った。2003年10月20日廃止。

### 港70系統
- 港南台駅 - 原 - 小山台 - 日野南中学校前 - 原 - 港南台駅
2002年9月17日 - 12月16日の間に中型車で実験運行された循環路線。運行開始時は138系統の前身である港38系統と同じ形態で運行されたが、11月1日からは午前中の便が逆周りとなった。

### 夜行高速バス

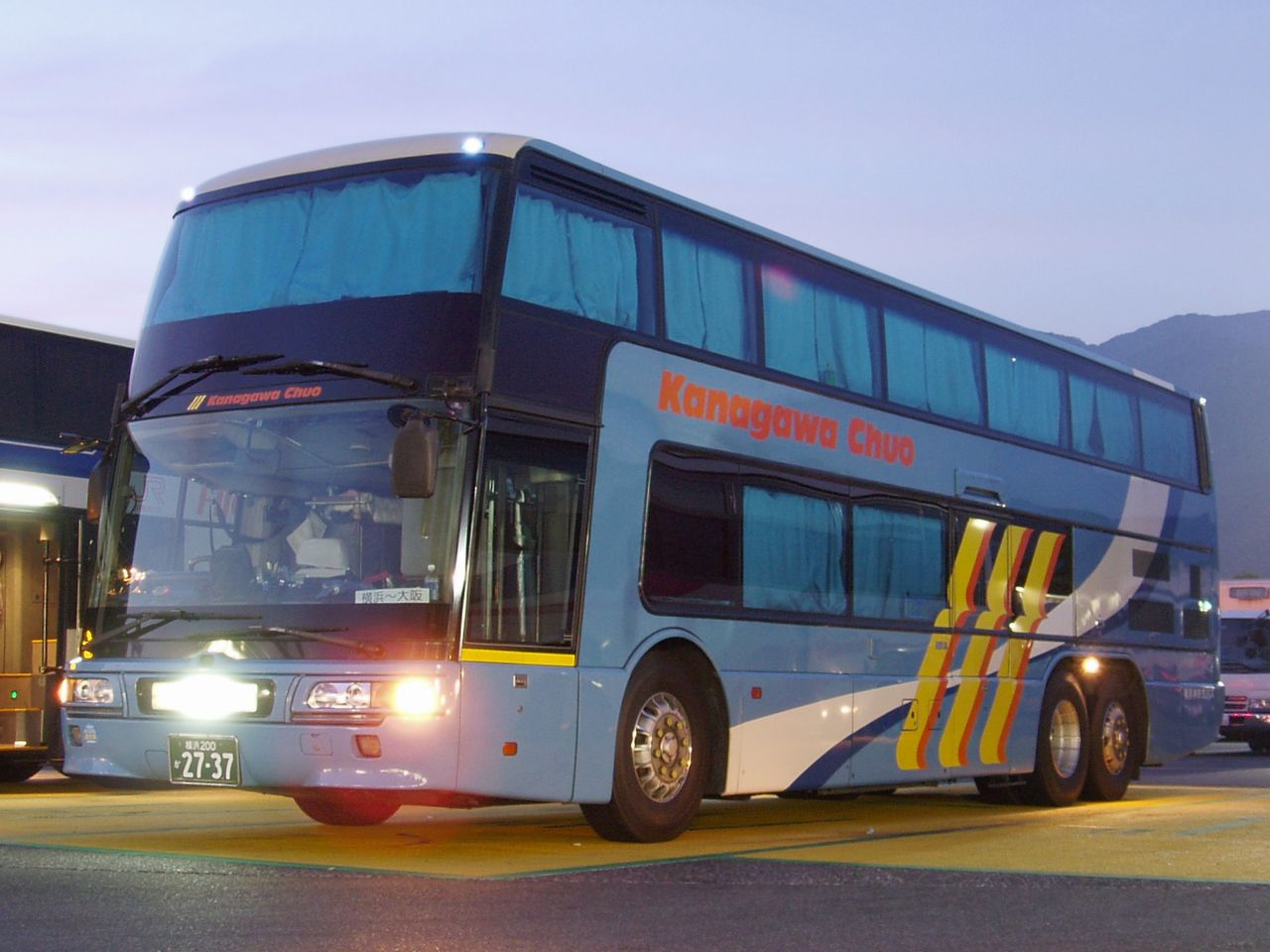
横浜神奈交バスの車両
夜行高速バス大阪線（YK702号車）

神奈川中央交通（横浜営業所）が運行開始した夜行高速バスは、湘南神奈交バスへ移管されたのち、2008年6月16日に当時運行を継続していた夜行高速バスの全路線が、湘南神奈交バスから横浜神奈交バスへ再移管された（広島線、和歌山線、盛岡線は移管前に廃止）。
横浜・町田 - 奈良線
- 本郷車庫・港南台駅・上大岡駅・横浜駅東口・町田バスセンター・本厚木駅 - 奈良駅・五位堂駅

奈良交通との共同運行。奈良交通が京成バスと共同運行する千葉線との路線統合により、2008年10月1日改正で廃止され（最終運行は9月30日）、神奈中グループは運行から撤退した。　　
横浜・町田 - 大阪線
- 本郷車庫・港南台駅・上大岡駅・横浜駅東口・町田バスセンター・本厚木駅 - 大阪駅・USJ

横浜・町田 - 京都線
- 本郷車庫・港南台駅・上大岡駅・横浜駅東口・町田バスセンター・本厚木駅 - 京都駅

大阪線・京都線は、2009年5月31日をもって撤退。翌6月1日より両路線を統合し、西日本ジェイアールバスによる単独運行となる。

## 車両
車両に付けられている社番は、営業所を表すアルファベット記号「YK」に、3 - 4桁の数字が続く。
一般路線用車両は全て三菱ふそう・エアロスター（2代目、ニューエアロスター）で、2002年から2009年までは横浜神奈交カラー（濃青）であったが、2014年から神奈中色で導入されている。2016年12月に横浜神奈交カラー（濃青）だった車両は神奈中色にラッピングされた。
横浜神奈交バスの消滅後は、所属車両はすべて舞岡営業所へ転属した。